# NGC 5097
NGC 5097 este o hi (21cm) source⁠(d) situată în constelația Fecioara. A fost descoperită în 3 iunie 1886 de către Lewis A. Swift.